# Sovetski (Kuban)
|  | Per a altres significats, vegeu «Sovetski». |

Sovetski - Советский (rus) és un possiólok, un poble, del krai de Krasnodar, a Rússia. Es troba a la vora esquerra del riu Kuban, a 19 km a l'oest de Gulkévitxi i a 120 km a l'est de Krasnodar, la capital.
Pertany al municipi de Kuban.